# Pont Maréchal-Joffre (1958)
Pour les articles homonymes, voir pont du Maréchal Joffre.
Le pont Maréchal-Joffre, souvent appelé pont du Maréchal Joffre, pont Joffre ou pont neuf, est un pont français enjambant la Loire dans la ville d'Orléans dans le département du Loiret ayant remplacé l'ancien pont Neuf détruit en 1940.
Il s’agit d’un pont à ossature mixte, présentant un tablier en béton porté par des poutres métalliques. Il a été mis en service en novembre 1958.

## Géographie
Le pont est situé dans le périmètre du Val de Loire classé au patrimoine mondial de l'UNESCO, en aval du pont George-V et en amont du pont de l’Europe, sur l’ex-route nationale 20, renommée RD 2020 en 2006.

## Le pont Neuf (1905-1940)

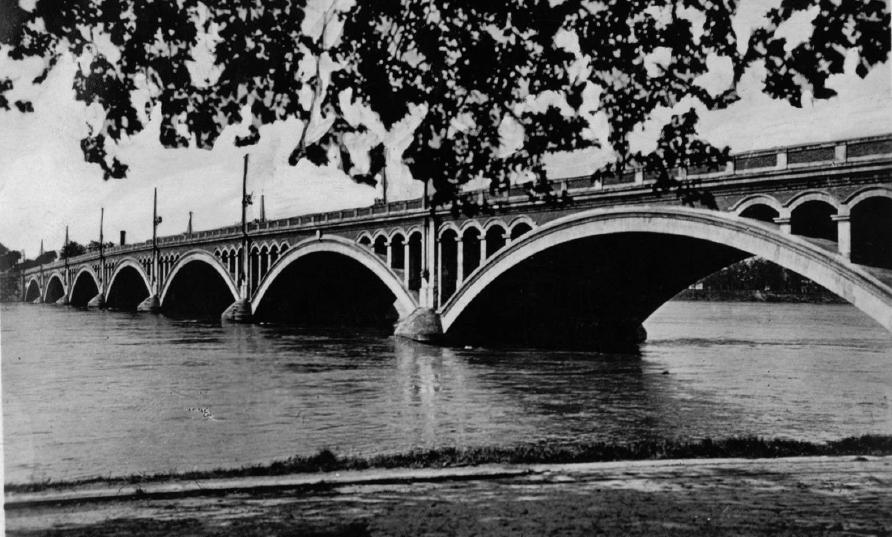
L'ancien pont du Maréchal-Joffre.

Le projet de construction d'un nouveau pont sur la Loire est engagée dès 1893. Le but premier vise à assurer le franchissement de la Loire par les tramways de Sologne.
L'autorisation ministérielle est délivrée en 1900 et les travaux débutent en septembre 1903. Le pont est inauguré en 1905.
Ce pont possédait sept arches en pierre et des piles relativement minces. Ce fut le premier grand ouvrage français en maçonnerie où l'on ait assuré le jeu de la dilatation par l'emploi de tirants en béton armé dans les voutelettes.
Il fut détruit par l'armée française le 16 juin 1940 au début de la Seconde Guerre mondiale.

## Le pont du Maréchal Joffre (1958-1970)

### Genèse du projet
La reconstruction du pont fut difficile à obtenir, de sorte qu'après-guerre il n'y eut longtemps qu'un seul pont pour franchir la Loire. En mai 1953, les conseillers généraux s'insurgèrent contre le ministère des Travaux publics qui refusait de reconstruire le pont Joffre au motif qu'un autre pont était prévu plus à l'ouest (le pont de l'Europe, finalement mis en service en 2000). Une négociation est finalement ouverte entre l'État, le Département, la CCI et la ville d'Orléans pour la reconstruction de cet ouvrage, avec le concours financier du Conseil général. Le 24 novembre 1954, le ministère des travaux publics, des Transports et du tourisme décidait la construction du pont.

### Consultation
Le nouveau pont a été mis au concours en 1956. Le programme prévoyait une chaussée de sept mètres avec possibilité d'élargissement à neuf mètres et, dans les deux cas, deux trottoirs de 1,5 m. D'ailleurs, compte tenu de la faible différence entre le prix des deux solutions, des difficultés de l'élargissement et de l'augmentation constante de la circulation, l'Administration a décidé de construire le pont immédiatement avec une chaussée de neuf mètres. L'ancien pont présentait d'ailleurs une chaussée de 9,5 m, nécessitée par la présence d'une voie de tramway, et deux trottoirs de deux mètres.
Les surcharges prévues étaient celles du règlement de 1927 modifié en 1940, le convoi militaire de 2e classe ainsi que les véhicules les plus lourds autorisés par le code de la route (décret du 10 juillet 1954).
Trois projets ont été présentés à ce concours, deux projets de ponts en béton précontraint et un projet de pont métallique. Ce dernier, présenté par la société Baudin, implantée à Châteauneuf-sur-Loire, était le moins cher et présentait le plus court délai de livraison. Il présentait un aspect sensiblement équivalent aux autres. C'est celui-ci qui a finalement été retenu.

### Fondations
Avant la mise au concours, l'Administration avait fait consolider les anciennes fondations, fissurées par l'écroulement du pont. 600 tonnes de ciment ont été injectées dans les maçonneries et le calcaire de fondation. Une des piles, mal fondée en 1905 et la plus exposée au courant, a été entièrement reconstruite.

### Piles
La solution de tablier métallique permettait des piles très légères. On a préféré des piles pleines pour résister aux corps flottants charriés par la Loire en crue, mais elles sont très minces : 1,2 m au sommet et 2 mètres environ à la base pour une hauteur de huit à neuf mètres.

### Tablier

Coupe transversale de l'ouvrage de 1958.

La réutilisation des anciennes fondations imposait les portées : sept travées égales de 48 mètres. L'ouvrage réalisé est un pont à poutres continues sous chaussée. Il est entièrement rivé. Les quatre poutres à âme pleine sont de hauteur constante : 1,80 m hors cornière, soit 1/27 de la portée. Elles sont en acier Thomas à haute résistance (limite élastique 36 kg/mm2, limite de rupture 55 kg/mm2, contrainte admissible 18 kg/mm). Elles se composent d'une âme de 1 800 x 12, de quatre cornières 120 x 120 x 12 et de une à sept semelles 450 x 12.
Les quatre poutres espacées de trois mètres sont reliées par des entretoises légères en treillis.
Les entretoises sur piles et culées ont leurs panneaux extrêmes à âme pleine renforcées par des raidisseurs. En cas d'affaissement des fondations, la possibilité de soulever le pont avec des vérins pour rétablir le profil en long a été prévue. Les vérins prennent appui sous ces entretoises, car les piles sont trop étroites pour qu'on puisse les placer sous les poutres.

### Dalle et revêtement
La dalle a une épaisseur de 18 centimètres. Elle est protégée par une chape de 1 centimètre recouverte d'un revêtement bitumineux de 5 centimètres d'épaisseur. La chaussée est encadrée de bordures de trottoirs en granit. Les trottoirs sont entièrement en encorbellement.

### Construction

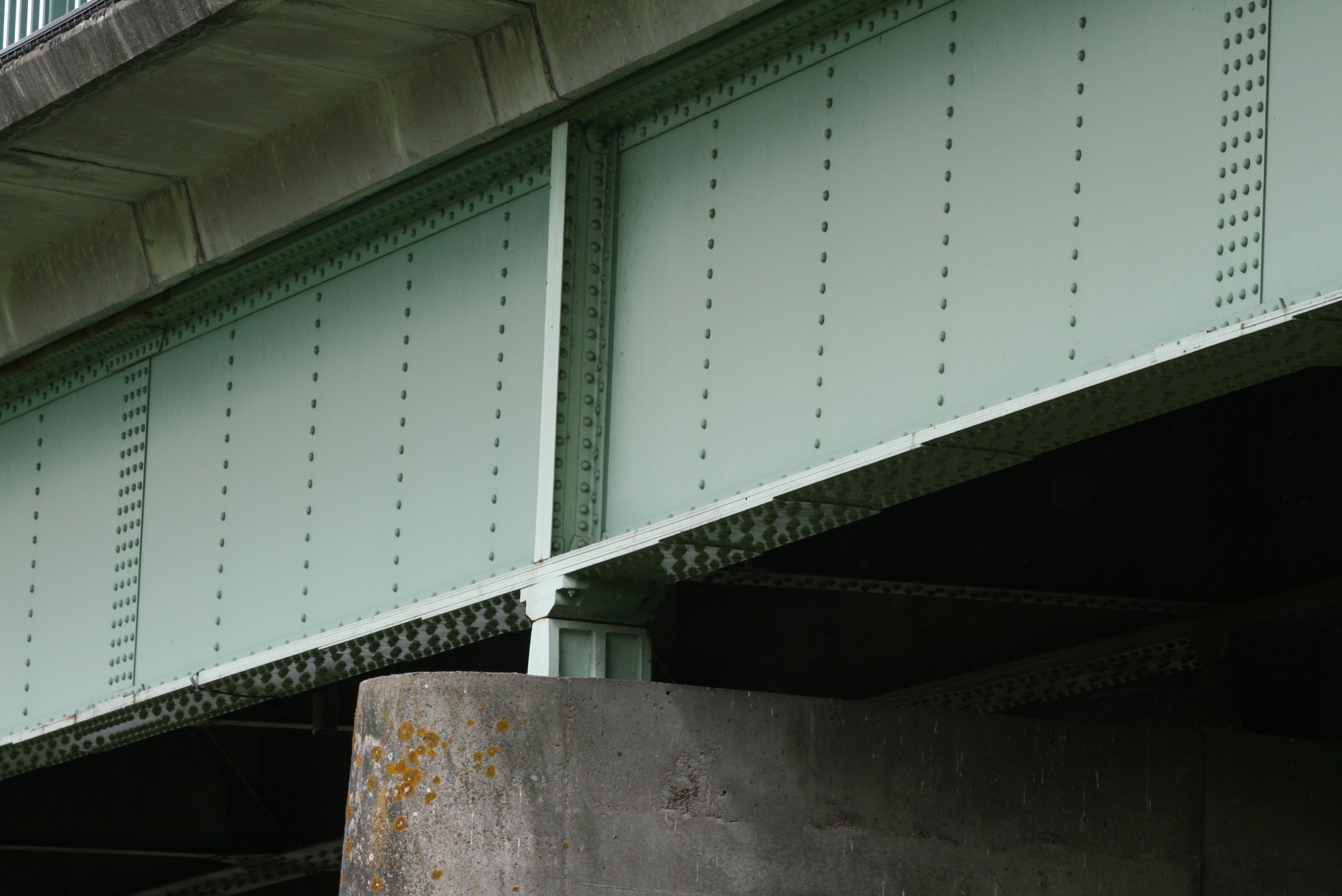
Vue rapprochée d'une poutre du pont actuel. Entièrement rivetée, la poutre est constituée uniquement de plats et de cornières. Noter qu'il y a cinq plats pour constituer la semelle au droit de l'appui.

Les piles ont été construites à sec après établissement d'une digue en remblai, en profitant des basses eaux de la Loire, seule la pile reconstruite a nécessité une passerelle d'accès.
L'ossature du tablier a été montée à terre, puis lancée. Le pont était monté rive gauche dans l'avenue Candolle, en prolongement de son emplacement définitif. Pour diminuer les efforts dans les poutres, la première travée était précédée d'un avant-bec en treillis de sept mètres de longueur et les deux premiers tronçons sur 18 mètres ne comportaient que les deux poutres extérieures pour alléger. Le pont roulait sur des galets. Il était tiré à l'arrière par un moufle à huit brins, actionné par un treuil électrique, de dix tonnes. La masse en mouvement atteignait finalement 800 tonnes.
On a dû prévoir une palée provisoire sur le quai de la Loire, devant la culée rive droite pour pouvoir démonter l'avant-bec avant le dernier lancement.
Il restait ensuite à descendre le pont à son niveau définitif avec des vérins. La grande flexibilité du tablier permit de ne pas tout descendre simultanément. On utilisa seulement trois groupes de vérins qui furent placés alternativement sous l'une ou sous l'autre des moitiés du pont au cours des phases successives de la descente. Il a suffi de cinq phases. Au cours de chaque phase, la descente se fit par échelons de 10 centimètres sur une seule pile à la fois. La dalle a ensuite été coffrée puis coulée ainsi que les trottoirs en béton armé. Puis ont été exécutés les travaux de finition : pose des garde-corps, des bordures de trottoir, des revêtements de chaussée et trottoirs, de l'éclairage électrique, des canalisations, épreuves de l'ouvrage et peinture de la charpente métallique.
L'ouvrage a été mis en service en novembre 1958.

## Le pont du Maréchal-Joffre (1970-)

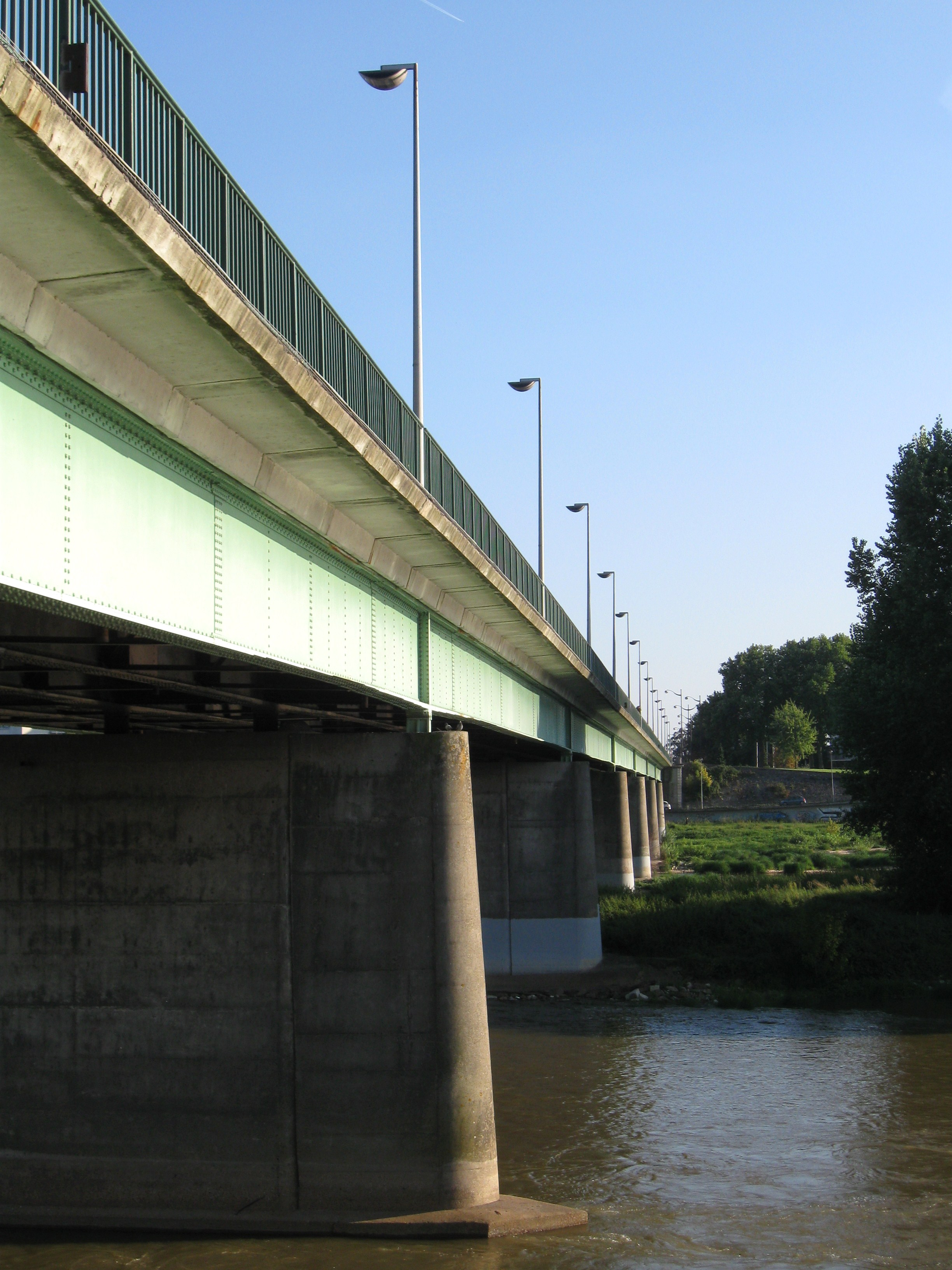
Vue du pont actuel à partir de la rive sud droite.

Dès sa mise en service, l'ouvrage s'avère dangereux car, ne comportant que trois voies, il est l'objet d'importants embouteillages. Profitant de la présence de Valéry Giscard d'Estaing, alors ministre des Finances, venu présider les fêtes johanniques d'Orléans en 1970, Roger Secrétain organisa une réception pour l'inauguration de l'avenue Trévise, une avenue orléanaise proche de l'ouvrage, et obtint du futur président de la République son consentement à un futur élargissement qui fut entrepris en 1971.

## Pour approfondir